# Ružičasta
Ružičasta boja je svijetla nijansa crvene boje. Ime je dobila po cvijetu ruži (lat. rosa).
Njena RGB vrijednost je 255, 192, 203, a heksadecimalni zapis glasi #FFC0CB.
Ružičasta boja dugo nije bila jasno određena. Nekada se govorilo inkarnaco ili boja puti. Tijekom 18. stoljeća dobiva svoju simboliku postavši ublažena crvena, lišena ratničkih konotacija.
Danas se u mnogim zapadnim kulturama ružičasta boja smatra bojom djevojčica. Istraživanja su potvrdila da izloženost velikim količinama ružičaste boje može imati smirujući efekt na živce. Predugo izlaganje, međutim, može imati suprotan učinak.
Ružičasta boja simbolizira ljubav bez strasti, predstavlja slatkoću i nevinost djeteta. U psihologiji, ružičasta je znak nade. Crvena je boja strasti i akcije, dok se ružičasta veže uz romantiku, utišava i smanjuje agresivnost.
Tijekom povijesti, djeca i novorođenčad najčešće su bili odjeveni u bijelo. Crvena boja je bila muška boja, a ružičasta, na neki način, mala crvena. Isus na nekim slikama nosi odjeću ružičaste boje. Plava boja je od 12. stoljeća simbol za Djevicu Mariju, pa je plava bila više ženska boja.
Podjela na muške i ženske boje u zapadnoj kulturi, po kojoj je plava muška, a crvena ženska imala je tradiciju od doba reformacije. Tek se u prvoj polovici 20. stoljeća u zapadnoj kulturi ustalio običaj da plava odjeća simbolizira dječake, a ružičasta djevojčice. 
Dan ružičastih majica godišnji je događaj protiv zlostavljanja u školi koji se održava u više zemalja poput Hrvatske, Kanade i Novog Zelanda.